# IC 1339
IC 1339 је спирална галаксија у сазвјежђу Јарац која се налази на листи објеката дубоког неба у Индекс каталогу.
Деклинација објекта је - 17° 56' 32" а ректасцензија 20h 57m 55,5s. Привидна величина (магнитуда) објекта IC 1339 износи 13,4 а фотографска магнитуда 14,2. IC 1339 је још познат и под ознакама ESO 598-8, MCG -3-53-13, IRAS 20550-1808, PGC 65799.